# Euclides Guterres
Euclides Guterres foi um peão gaúcho, nascido em Santa Maria, que se tornou celebridade instantânea no dia 20 de janeiro de 1952, quando tinha 24 anos de idade, ao laçar o avião CAP4/Paulistinha (prefixo PP-HFP), que estava dando rasantes na fazenda de seu patrão.
O avião, pilotado por Irineu Noal, com histórico de apenas 20 horas de vôo, decolou do aeródromo de Santa Maria com destino à fazenda de Cacildo Pena Xavier (pai da ex-namorada do piloto) em Tronqueiras, onde ele terminaria seu relacionamento amoroso e devolveria as cartas à ex-namorada, que já estava noiva de outro. O piloto levou menos de dez minutos para chegar à localidade de Tronqueiras, que é uma unidade residencial do bairro Arroio do Só, no distrito de Arroio do Só - distrito de Santa Maria desde 1886. Ao sobrevoar a fazenda, começou a fazer uma série de manobras rasantes próximas à cerca, onde Guterres, depois de três ou quatro tentativas, conseguiu laçar a aeronave.
O avião não caiu porque a hélice do motor cortou o laço. Mesmo assim foi danificado, e o piloto Irineu recebeu uma multa e teve seu brevê cassado. Até hoje ele guarda a hélice da aeronave com o pedaço do laço, segundo matéria do jornal Correio do Povo de 29 de janeiro de 2007.
Na ocasião, houve registro do fato na Time Magazine, em 11 de fevereiro de 1952  e em jornais da época, como A Razão, Diário de Notícias e no caderno Almanaque do Correio do Povo. A Base Aérea de Santa Maria também mantém em seu acervo vários jornais e revistas da época, relatando a façanha do peão Euclides Guterres.
Euclides Guterres morreu de leucemia em 1981. Não existem registros de casos semelhantes.